# Josypiwka (rejon złoczowski)
Josypiwka (ukr. Йосипівка) – wieś na Ukrainie, w obwodzie lwowskim, w rejonie złoczowskim.
Do 1946 roku miejscowość nosiła nazwę Juśkowice (ukr. Юськовичі, Juśkowyczi).

## Położenie
Na podstawie Słownika geograficznego Królestwa Polskiego i innych krajów słowiańskich to: wieś w powiecie złoczowskim, położona 3 km na wschód od stacji kolejowej w Ożydowie, tuż na zachód od sądu powiatowego i urzędu pocztowego w Olesku, 20 km na północny-zachód od sądu powiatowego Złoczowie, na północ od urzędu pocztowego w Białym Kamieniu.

## Historia
Pod koniec XIX w. lesiste wzgórze (249 m n.p.m.) w południowo-zachodniej części wsi nosiło nazwę Kopanie. W juśkowickim dworze poznali się w roku 1833 poeci Seweryn Goszczyński i Lucjan Siemieński.
Do 19 lipca 2020 r. w rejonie buskim. 

## Dwór
- dwór wybudowany w stylu późnoklasycystycznym[5].

## Zmarli
- Jan Uruski